# 矢尾拓也
矢尾 拓也（やお たくや、1988年1月22日 - ）は、日本のドラマー。3ピースバンドNanakambaのメンバー、パスピエの元メンバー。パスピエ在籍時はひらがな表記の“やおたくや”名義で活動していた。

## 人物
北海道北見市出身、訓子府町生まれ。北海道北見柏陽高等学校卒業。
初めて買ったCDは中学時代にBUMP OF CHICKENの「天体観測」。それを仲間内でコピーしバンドで音を合わせる楽しさを知る。
高校時代はドラムを本格的に勉強しようと吹奏楽部に入部しパーカッションを担当。3年次にバイトしていた楽器店で流れていた東京事変の『大人』で刄田綴色の演奏に魅せられ弟子にしてもらうために上京。ライブハウス出演後の刄田の元に直接頼み込む。
最初は断られていたが何度も出向くうちに次第に気にかけてもらえるようになり「閃光少女」のレコーディングにも呼ばれ見学している。
その後アシスタントを任せられるまでになるが刄田の意向により師弟関係はない。「永久貸出」として刄田から譲り受けたドラムセットを所有している。
通常のクロスハンド奏法に加え刄田が用いるオープンハンド奏法を併用し変則的かつ手数の詰まったドラミングをする。シンバル類を比較的多く配置し、パスピエ時代にはフロアタムを右手側に2台配置することが多かった。バンド脱退後のサポート活動では必要に応じサンプラーを併用したセッティングを用いる。以前はBONNEY DRUMのキットを使用することがあったが、カノウプスとのエンドース契約以後は同社のドラムキットを使用することが多い。
2017年6月3日挙式。3児の父。

## 来歴
過去にバンドgiraffesky、Bell Boyなどに所属。矢尾脱退後のBell Boyには吉田雄介（tricot）が参加していた。
2010年8月にパスピエに加入。在籍時は平仮名表記の“やおたくや”名義を使用。
2016年11月15日、下北沢440にて開催の「Jah-Rah presents “This is Bottoms vol.27” ～The Drum Session～」に出演し玉田豊夢、かみじょうちひろと共演。
2016年11月25日よりカノウプスとエンドース契約を結んだことを発表。
2017年5月13日出演の「森、道、市場2017～行き交う色と、ふたつの場所～」をもってパスピエを脱退。名義を漢字表記へ改める。
同年、米津玄師の「爱丽丝（アリス）」のレコーディングに参加。
2018年4月30日、SHIBUYA CYCLONEにて開催の「渋谷奇天烈大百科」に、マーガレット廣井のサポートで出演。以降須田景凪、meiyo、ぷにぷに電機などサポート活動を本格化させていく。
2018年5月13日、勉強の一環としてドラムレッスンの生徒を募集開始。当初は1年限りの予定だったが、好評につき継続し子供や初心者問わず募集している。
2018年12月2日、Custom Shop CANOPUS、2019年6月30日には島村楽器名古屋パルコ店にてワークショップを開催。2020年7月には「CANOPUS ONLINE VIDEO STREAMING」にてレクチャー動画が公開された。
2020年1月22日、牛島亮輔（クロマチックラン）、右田眞（ayutthaya）とともにNanakambaの結成を発表。シングル「yearning」の配信も開始。2021年までに5曲をリリースしたが現在は活動休止状態にある。
2025年1月22日、chirp×chirp「MOTTO」の制作に成田ハネダも参加。パスピエ脱退後メンバーと初めての共演となった。

## 参加作品
パスピエは2011年11月発売の『わたし開花したわ』から2017年1月発売の『&DNA』までの全楽曲、Nanakambaは全楽曲で参加。

### Nanakamba
作詞作曲牛島亮輔。バンド名は競馬好きの右田による発案で“七冠馬”に由来。
| 発売・公開日   | タイトル       | 備考                                                   |
| -------------- | -------------- | ------------------------------------------------------ |
| 2020年1月22日  | yearning       | デビューシングル。MVも制作された。                     |
| 2020年2月5日   | 瞬き           |                                                        |
| 2020年3月28日  | FOALS          | MVも制作された。                                       |
| 2021年10月24日 | dance to dance |                                                        |
| 2021年11月14日 | Allow          |                                                        |
|                | サニー         | 未音源化。2020年12月18日の生配信スタジオライブで披露。 |
|                | from me to you | 未音源化。2020年12月18日の生配信スタジオライブで披露。 |

### サポート参加作品
MV出演のみの作品も含む。
| アーティスト             | 発売・公開日   | タイトル                                           | 収録作品                                                | 発売元・レーベル               | 備考 |
| ------------------------ | -------------- | -------------------------------------------------- | ------------------------------------------------------- | ------------------------------ | --- |
| 藍井エイル               | 2019年4月17日  | 今                                                 | FRAGMENT                                                | SACRA MUSIC                    | |
| 浦小雪                   | 2023年8月2日   | ロングロングハイウェイ                             |                                                         | SKID ZERO                      | [ 12 ] |
| ウルトラズ               | 2023年11月29日 | 『ダッサ！』収録曲                                 | ダッサ！                                                | よしもとミュージック           | 1曲目以外参加。 |
| 大野真（CV：明坂聡美）   | 2020年9月23日  | ガラカブ・ラブ                                     | TVアニメ『放課後ていぼう日誌』サウンドコレクション      | FlyingDog                      | |
| 上白石萌音               | 2019年4月5日   | ハッピーエンド（内澤崇仁と共同名義）               | note                                                    | ユニバーサルミュージック       | ドラムとオーケストラパーカッションを担当。映画『L♡DK ひとつ屋根の下、「スキ」がふたつ。』主題歌。                                 |
| 上白石萌音               | 2020年8月26日  | スターチス                                         | note                                                    | ユニバーサルミュージック       | |
| キタニタツヤ             | 2024年11月22日 | ウィスパー                                         |                                                         | Emo, Alternative & Cool.       | |
| 楠木ともり               | 2023年5月24日  | presence                                           | PRESENCE                                                | SACRA MUSIC                    | MVにも参加。 |
| 崎山蒼志                 | 2021年1月27日  | Heaven                                             | find fuse in youth                                      | ソニー・ミュージックレコーズ   | |
| 桜木輝彦（中川大志）     | 2022年10月3日  | 彼方の景色                                         |                                                         | 東宝                           | MVにも参加。音楽劇『歌妖曲～中川大志之丞変化～』主題歌。                                                                          |
| 須田景凪                 | 2021年1月29日  | ゆるる                                             | Billow                                                  | unBORDE                        | MVのみ参加。映画『名も無き世界のエンドロール』主題歌。                                                                            |
| スピラ・スピカ           | 2019年10月23日 | STAND UP TO THE VICTORY 〜トゥ・ザ・ヴィクトリー〜 | Re:RISE -e.p.-                                          | SACRA MUSIC                    | |
| スピラ・スピカ           | 2020年3月18日  | good for nothing                                   | ポップ・ステップ・ジャンプ!                             | SACRA MUSIC                    | |
| スピラ・スピカ           | 2021年2月24日  | UNITE                                              | ピラミッド大逆転                                        | SACRA MUSIC                    | [ 17 ] |
| スピラ・スピカ           | 2020年12月9日  | ほしのかけら                                       | ナガレボシトレイン                                      | SACRA MUSIC                    | TVアニメ『戦翼のシグルドリーヴァ』第11話挿入歌。                                                                                  |
| スピラ・スピカ           | 2022年3月16日  | 君なんか好きにならない                             | ナガレボシトレイン                                      | SACRA MUSIC                    | |
| chirp×chirp              | 2025年4月25日  | MOTTO                                              |                                                         | バンダイナムコアミューズメント | 成田ハネダも参加。 |
| 月詠み                   | 2021年7月7日   | 真昼の月明かり                                     | 欠けた心象、世のよすが                                  | Zuisou Records                 | |
| 月詠み                   | 2021年8月26日  | 絶対零度                                           | 欠けた心象、世のよすが                                  | Zuisou Records                 | |
| 月詠み                   | 2022年4月13日  | ヨダカ                                             | 月が満ちる                                              | Zuisou Records                 | |
| 東山奈央                 | 2019年4月3日   | 群青インフィニティ                                 | 群青インフィニティ                                      | flying DOG                     | MVのみ参加。音源は山内優が担当。                                                                                                  |
| 東山奈央                 | 2019年4月3日   | 群青インフィニティ                                 | 奇跡                                                    | flying DOG                     | |
| TOOBOE                   | 2024年1月24日  | 咆哮                                               | Stupid dog                                              | MASTERSIX FOUNDATION           | [ 19 ] |
| nano                     | 2018年8月22日  | A Thousand words                                   | ウツシヨノユメ アニメ盤                                 | FlyingDog                      | |
| 沼倉愛美                 | 2018年10月31日 | Desires                                            | Desires                                                 | FlyingDog                      | MVのみ参加。音源は山内優が担当。                                                                                                  |
| B.O.L.T                  | 2021年9月1日   | USHIRO-META-I                                      | Attitude                                                | EVIL LINE RECORDS              | |
| 松岡ななせ               | 2021年7月7日   | Over the World                                     | Reflect                                                 |                                | [ 21 ] |
| 松岡ななせ               | 2021年7月7日   | トキメキミュージック                               | Reflect                                                 | [ 22 ]                         | |
| 松岡茉優×渡辺大知        | 2021年12月17日 |                                                    |                                                         |                                | タイトル不明、未音源化。LINE NEWS VISION配信のドキュメンタリー『TSUMUGU』で制作された。「TSUMUGU #9『伝達』」の回にカホンで参加。 |
| ももすももす             | 2023年2月15日  | エソア                                             | 白猫浪漫                                                | エピックレコードジャパン       | TVアニメ『魔王学院の不適合者 Ⅱ ～史上最強の魔王の始祖、転生して子孫たちの学校へ通う～』エンディングテーマ。                       |
| 山下智久                 | 2013年3月13日  | 怪・セラ・セラ                                     |                                                         | ワーナーミュージック・ジャパン | パスピエとして演奏と編曲で参加。                                                                                                  |
| ヨッシー（CV：鈴木愛奈） | 2021年7月28日  | ポップコーン・デイ！                               | TVアニメ『イジらないで、長瀞さん』Blu-ray第3巻 特典CD   | キングレコード                 | [ 24 ] |
| 米津玄師                 | 2017年11月1日  | 爱丽丝                                             | BOOTLEG                                                 | ソニー・ミュージックレコーズ   | 「アリス」と読む。常田大希が編曲とギター、マーガレット廣井がベースで参加。                                                        |
| LiSA                     | 2019年3月13日  | サファイアの星                                     | 東京スカパラダイスオーケストラトリビュート集 楽園十三景 | cutting edge                   | パーカッションで参加。 |

## サポート参加ライブ
青木陽菜
- 2025年4月6日 - 青木陽菜 Event 2025「Pre-Piyo-Sound 2nd」 at GARDEN 新木場FACTORY（2公演）
- 2025年9月6日 - 青木陽菜 Event 2025「Pre-Piyo-Sound Final」 at 仙台darwin（2公演）

秋山黄色
- 2024年5月4日 VIVA LA ROCK 2024 at STAR STAGE（田中駿汰の代演）

Alaska Jam
- 2024年5月29日 - Spotify O-nest presents "Fabric #01" at Spotify O-nest
- 2024年6月16日 - YATSUI FESTIVAL! 2024 at clubasia
- 2024年7月7日 - ERA 22nd ANNIVERSARY at 下北沢ERA

あらたよ
- 2025年6⽉15⽇ - STRAWBERRY MUSIC FESTIVAL 2025 in 杭州 at 大運河・杭鋼公園

ayutthaya
- 2018年10月13日 - spangle at 下北沢近松

牛島亮輔
- 2019年10月19日 - 大濱健悟&牛島亮輔 弾き語りツーマン 地獄のミュージックレボリューションat J’s cafe
- 2019年10月20日 - それでもステージに立つ -大濱健悟×牛島亮輔Wツアー京都編- at Second Rooms

内田万里
- 2019年3月9日 - 内田万里×アリオト『ラブレターを、君に。』 at 象の鼻テラス

ウルトラズ
- 2023年12月19日 - ウルトラズ ワンマンライブ『ダッサ！2023』 at Zepp Namba

88flavors
- 2021年12月16日 - Trigger supported by REALIVE360 at duo music exchange

鍛治島彩
- 2020年10月10日 - KAJISTICK LIVE prologue at THE DOORS（2公演）

上北健
- 2018年11月18日 - Ken Kamikita oneman live in Shanghai at 万代南梦宫上海文化中心-未来剧场
- 2019年4月3日 - Generate / Coremia Act:01 at 渋谷WWW
- 2019年4月6日 - Generate / Coremia Act:01 at muv hall
- 2019年9月13日 - 日食なつこ対バンツアー『炎上交際3』 at SPADE BOX

かのうみゆ
- 2011年11月19日 - Trigger 11月公演 at SHIBUYA TAKE OFF 7

黒羽麻璃央
- 2023年7月15日 - KUROBA MARIO 30th Anniversary Music Party at TIAT SKY HALL（2公演）
- 2023年7月16日 - KUROBA MARIO 30th Anniversary Music Party at TIAT SKY HALL（2公演）
- 2025年8月16日 - KUROBA MARIO 32nd Birthday Music Party at はまぎんホール ヴィアマーレ
- 2025年8月17日 - KUROBA MARIO 32nd Birthday Music Party at はまぎんホール ヴィアマーレ（2公演）

CONNECTBAND改
- 2018年9月29日 - CONNECT SERIES 2018 in Seoul at Sangsang Madang
- 2018年10月1日 - CONNECT SERIES 2018 in Chongqing at 重慶 寅派动力

塩入冬湖
- 2023年2月4日 - 塩入冬湖ソロバンドツアー「大天国」at 東京キネマ倶楽部
- 2023年2月9日 - 塩入冬湖ソロバンドツアー「大天国」at NAGOYA CLUB QUATTRO
- 2023年2月10日 - 塩入冬湖ソロバンドツアー「大天国」at クラブ月世界

須田景凪
- 2019年3月30日 - 須田景凪 TOUR 2019 "teeter" at UMEDA CLUB QUATTRO
- 2019年3月31日 - 須田景凪 TOUR 2019 "teeter" at SPADE BOX
- 2019年4月7日 - 須田景凪 TOUR 2019 "teeter" at LIQUIDROOM
- 2020年1月25日 - uP!!!NEXT 須田景凪〜晩翠〜 powered by au 5G at LINE CUBE SHIBUYA
- 2020年2月29日 - 須田景凪 TOUR 2020 はるどなり at Zepp DiverCity(TOKYO) （新型コロナウイルスの感染拡大の影響を踏まえ中止）
- 2020年3月7日 -  須田景凪 TOUR 2020 はるどなり at DIAMOND HALL （新型コロナウイルスの感染拡大の影響を踏まえ中止）
- 2020年3月8日 -  須田景凪 TOUR 2020 はるどなり at なんばHatch （新型コロナウイルスの感染拡大の影響を踏まえ中止）
- 2020年3月14日 -  須田景凪 TOUR 2020 はるどなり at cube garden （新型コロナウイルスの感染拡大の影響を踏まえ中止）
- 2020年3月20日 -  須田景凪 TOUR 2020 はるどなり at Rensa （新型コロナウイルスの感染拡大の影響を踏まえ中止）
- 2020年3月28日 -  須田景凪 TOUR 2020 はるどなり at LIVE VANQUISH （新型コロナウイルスの感染拡大の影響を踏まえ中止）
- 2020年3月29日 -  須田景凪 TOUR 2020 はるどなり at イムズホール （新型コロナウイルスの感染拡大の影響を踏まえ中止）
- 2021年3月7日 - 須田景凪 HALL TOUR 2021 "Billow" at フェスティバルホール
- 2021年3月12日 - 須田景凪 HALL TOUR 2021 "Billow" at LINE CUBE SHIBUYA
- 2021年3月13日 - 須田景凪 HALL TOUR 2021 "Billow" at LINE CUBE SHIBUYA
- 2021年5月8日 - 須田景凪 HALL TOUR 2021 "Billow" at 福岡国際会議場
- 2021年5月28日 - 須田景凪 HALL TOUR 2021 "Billow" at 愛知県芸術劇場
- 2022年2月6日 - フレデリック×須田景凪『ANSWER』 at Zepp DiverCity（TOKYO）
- 2022年5月6日 - 須田景凪 LIVE 2022 "昼想夜夢" at オリックス劇場
- 2022年5月14日 - 須田景凪 LIVE 2022 "昼想夜夢" at 中野サンプラザ
- 2022年5月15日 - METROCK 2022 at METROCK大阪特設会場
- 2022年5月21日 - METROCK 2022 at 新木場若洲公園

東山奈央
- 2019年9月1日 - 1st TOUR“LIVE Infinity” at センチュリーホール（山内優の代演）
- 2020年1月11日 - オフィシャルクラブ会員限定ライブ「にじかいっ!!vol.2」 at Zepp Tokyo（2公演）

中川大志
- 2022年11月6日～11月30日 - 音楽劇「歌妖曲～中川大志之丞変化～」 at  明治座
- 2022年12月8日～12月12日 - 音楽劇「歌妖曲～中川大志之丞変化～」 at  キャナルシティ劇場
- 2022年12月17日～12月25日 - 音楽劇「歌妖曲～中川大志之丞変化～」 at  新歌舞伎座

ニガミ17才
- 2023年1月20日 -  ROCK the ROCK!! at CLUB UPSET

錦戸亮
- 2024年9月18日 - 錦戸亮 A-LIVE "歌葬" at LINE CUBE SHIBUYA（河村吉宏の代演）
- 2024年9月27日 - 錦戸亮 A-LIVE "歌葬" at グランキューブ大阪（河村吉宏の代演）

nonoc
- 2024年11月30日 - nonoc 5th anniversary SPECIAL LIVE『"N"ew Phase』 at 代官山Space Odd
- 2025年6月7日 - nonoc 3rd one-man live 「Float "t"ime」 at LOFT HEAVEN

ヒグチアイ
- 2023年10月31日 - FINLANDS×ukigmo presents TWO-MAN LIVE TOUR "kolmio" at NAGOYA CLUB QUATTRO
- 2023年11⽉3⽇  - BiKN shibuya 2023 at Spotify O-EAST

平畑徹也
- 2024年7月26日 - 平畑徹也 Billboard Live 2024 feat. 高橋優・キタニタツヤ・みゆな・浅田信一 at Billboard Live TOKYO（リハーサルのみ参加）

fhána
- 2024年7月26日 - fhána ONEMAN LIVE China Live Tour 2024 at 上海・Modern Sky LAB 虹口区瑞虹路188号瑞虹天地月亮湾3F
- 2024年7月27日 - fhána ONEMAN LIVE China Live Tour 2024 at 広州・大麦66Live House 广州市越秀区流花路117号流花展贸中心5号馆
- 2025年3月8日 - fhána SPECIAL HONG KONG LIVE 2025 at PORTAL

ぷにぷに電機
- 2022年4月17日 - CRAFTROCK FESTIVAL '22 at 立川ステージガーデン
- 2022年5月8日 - 街なか音楽祭『結いのおと-YUINOTE-』 at つむぎの館
- 2022年6月18日 - YATSUI FESTIVAL! 2022 at Spotify O-WEST
- 2023年1月15日 - SOMETIME’S Hope EP Release Party 『NIST』 Supporting Radio J-WAVE at LIQUIDROOM
- 2023年2月22日 - WWW presents dots at 渋谷WWW X
- 2023年11月30日 - 和久井沙良 × ぷにぷに電機 at Billboard Live YOKOHAMA（2公演）

peco
- 2011年11月19日 - Trigger 11月公演 at SHIBUYA TAKE OFF 7

マーガレット廣井
- 2018年4月30日 - SHIBUYA CYCLONE pre. 渋谷奇天烈大百科

松岡ななせ
- 2020年12月26日 - NO!音楽!NO!人生! at 渋谷WWW（2公演）
- 2022年1月16日 - 松岡ななせワンマンライブ「 reflection 」 at harevutai （松岡が新型コロナウイルス陽性のため開催中止）

miu
- 2021年12月4日 - YouTube Music Weekend vol.4
- 2021年12月16日 - Trigger supported by REALIVE360 at duo music exchange

宮川大聖
- 2021年7月11日 - secret blue presents 「Salvia Party 5」 at Zepp DiverCity(TOKYO)（2公演）

meiyo
- 2022年5月20日 - Tani Yuuki Presents LIVE ”LOTUS” at Spotify O-WEST
- 2022年10月10日 - MINAMI WHEEL 2022 at FANJ twice
- 2022年11月17日 - meiyo presents “閃一発_2022” at 代官山UNIT
- 2023年3月19日 - meiyo presents 『Uphoria_TOKYO』 at 渋谷WWW
- 2023年3月25日 - meiyo presents 『Uphoria_OSAKA』 at Shangri-La
- 2023年6月4日 - sakae sp-ring 2023 at SPADE BOX
- 2023年6月5日 - GREENS x JANUS presents 「ライブハウスであそぼ」 at Music Club JANUS
- 2023年6月8日 - meiyo×新宿LOFT presets 「aufgießer 1st set」 at 新宿LOFT
- 2023年10月8日 - FM802 MINAMI WHEEL 2023 at OSAKA MUSE
- 2023年12月15日 - meiyo One-Man LIVE「POP SOS」 at 代官山UNiT
- 2024年2月23日 - メメタァ・ザ・ワールド・フェスティバル 2024 at 新宿LOFT
- 2024年10月29日 - 新宿LOFT歌舞伎町移転25周年記念 meiyo×新宿LOFT presents 「aufgießer 4th set」 at 新宿LOFT
- 2025年1月18日 - meiyo Live in Seoul at MUSINSA GARAGE

百花（150.2bit）
- 2018年11月10日 - LOFT MUSIC & CULTURE FESTIVAL 2018 in SHIBUYA at duo MUSIC EXCHANGE
- 2019年5月3日 - 毎年恒例！ 5月3日は豪さんの日SP！(夕方の部) / 吉田豪の“復活！雑談天国”『百花vs眉村ちあき ジャッジ吉田豪』

やまもとりん
- 2021年12月16日 - Trigger supported by REALIVE360 at duo music exchange

ゆりめり
- 2021年12月16日 - Trigger supported by REALIVE360 at duo music exchange

WurtS
- 2023年5月3日 - VIVA LA ROCK 2023 at さいたまスーパーアリーナ
- 2023年5月7日 - FM802 Rockin’Radio! -OSAKA JO YAON- at 大阪城音楽堂
- 2023年5月21日 - METROCK 2023 at 新木場若洲公園（城戸紘志の代演）
- 2023年6月22日 - KANA-BOON Jack in tour 2023 at 仙台Rensa（城戸紘志の代演）

その他
- 2024年3月29日〜4月14日 - ミュージカル『町田くんの世界』 at 日比谷シアタークリエ
- 2024年4月19日〜4月21日 - ミュージカル『町田くんの世界』 at 梅田芸術劇場シアター・ドラマシティ

## メディア出演
- J-WAVE「THE KINGS PLACE」 出演：パスピエ （2014年10月7日-2017年3月28日、火曜日レギュラー）
- J-WAVE「TOKIO HOT 100」 出演：パスピエ （2014年6月29日、ゲスト出演）
- フジテレビ「めざましテレビ」 出演：パスピエ （2016年6月9日、ゲスト出演）
- 名古屋テレビ「BOMBER-E」 出演：パスピエ （2016年6月12日、ゲスト出演）
- フジテレビ「魁！ミュージック」 出演：パスピエ （2016年7月10日/17日、ゲスト出演）
- 狛江ラジオ放送（コマラジ）「ミュージック・ラポール」 出演：Nanakamba （2020年3月23日、ゲスト出演）
- TBS「CDTVライブ！ライブ！」 出演：須田景凪 （2021年2月6日、演奏サポート）
- TBS「CDTVライブ！ライブ！」 出演：須田景凪 （2021年2月15日、演奏サポート）
- NHK総合「おやすみ日本 眠いいね！」 出演：渡辺大知 （2021年10月3日、演奏サポート）
- 日本テレビ「smash. presents MUSIC BLOOD」 出演：TK from 凛として時雨 （2022年3月18日、演奏サポート）